# Општина Шона (Алба)
Шона (рум. Şona) општина је у Румунији у округу Алба.
Oпштина се налази на надморској висини од 339 m.